# Beschriftung
Als Beschriftung bezeichnet man das Aufbringen von Schrift, Ziffern und Schriftzeichen auf einen Schreibuntergrund mittels Handschrift, Stempel, Schreibmaschine, Prägung, Drucktechnik, Gravur, Lasergravur oder einer anderen Beschriftungstechnik wie z. B. durch aufklebbare Schriftzüge oder Lackierung mit Hilfe von Schablonen. Zur Beschriftung verschiedener Materialien (Schreibuntergrund) werden die unterschiedlichsten Schreibutensilien eingesetzt.
Im Technischen Zeichnen spricht man von Bemaßung und Beschriftung, womit die Eintragung von Maßen und Toleranzen sowie das Ausfüllen von Schriftfeld, Stückliste etc. in einer Technischen Zeichnung gemeint ist, was früher noch von Hand per Tuschestift und Schriftschablone erledigt wurde und heute vorwiegend von Druckern und Plottern erledigt wird.
Moderne Apparate, Geräte und Maschinen aber auch Alltagsgegenstände jeglicher Art werden heute zu Werbe-, Informations- und Wiedererkennungszwecken mit Firmenlogos, Warnhinweisen und anderen technischen und nicht technischen Informationen beschriftet. Bei der Kennzeichnung von Produkten sind verschiedene Normen zu beachten.
Aufgrund der Vielzahl von Möglichkeiten zur Beschriftung unterschiedlichster Materialien und Gegenstände hat sich u. a. zum Zwecke der Werbung eine eigene Branche entwickelt, die moderne Beschriftungstechniken einsetzt und sich nahezu ausschließlich auf die professionelle Beschriftung werbewirksamer Flächen konzentriert.
Auch die Beschriftung unserer Umwelt zur Werbung mittels Leuchtreklame ist heute weit verbreitet und eine der ersten Handlungen nach der Geburt eines Kindes ist heute oftmals die Beschriftung einer Karte mit Namen und Geburtsdatum des Kindes und die Anbringung dieser Karte am Bett oder Handgelenk des Kindes. Nach unserem Ableben wiederum begleitet uns an manchen Orten eine mit Namen und Todestag beschriftete Karte am großen Zeh bis hin zur letzten Ruhe. Beschriftungen begleiten uns also durch unser ganzes Leben hindurch, noch bevor wir diese jemals lesen und verstehen können. Deshalb haben sich Beschriftungstechniken wie Piktogramme (Icons) und Emoticons entwickelt, die jeder Mensch lesen und verstehen kann. Auch für blinde Menschen wurde eine Beschriftungstechnik entwickelt, die heute oft auf Etiketten und Verpackungen zu finden ist. Die Brailleschrift wird als punktförmige Erhebungen in die Oberfläche von Papier oder Karton geprägt.
Eine weitere Art der Beschriftung ist die Anbringung von beschrifteten Schildern aus Metall, Holz oder Kunststoff, wobei auch bei diesen Schilder zuvor eine entsprechende Beschriftungstechnik angewendet wird.